# ふたりの人魚
『ふたりの人魚』（ふたりのにんぎょ、原題：蘇州河）は、2000年制作の中国・ドイツ・日本合作映画。
2000年ロッテルダム国際映画祭タイガー・アワード受賞、東京フィルメックス2000最優秀作品賞受賞、2000年パリ国際映画祭最優秀主演女優賞（ジョウ・シュン）受賞。

## ストーリー
「俺」はカメラマンだ。金がもらえるのであれば、なんだって撮影する。ある日、バーに設けられた水槽の中を泳ぐ人魚を撮影する仕事が舞い込む。「俺」は人魚（美美［メイメイ］）に一目惚れし、二人は付き合いはじめる。馬達（［マー・ダー］）は運び屋だ。金がもらえるのであれば、バイクでなんだって運ぶ。ある日、女の子（牡丹［ムーダン］）を運ぶ仕事が舞い込む。牡丹のパパは酒の密輸で金を儲け、愛人を作っている。牡丹のパパが愛人と密会する日、牡丹は、馬達のバイクの後ろにまたがって、おばさんの家に届けられる。馬達に何度も送られて、牡丹は馬達をだんだん好きになっていく。老B（ラオB）と蕭紅（［シャオホン］、馬達のかつての恋人）は馬達に、牡丹を誘拐して、牡丹のパパに身代金を払わせる計画に加担させようとする。はじめは渋っていた馬達だが、ついにはいやいや牡丹を誘拐する。老Bと蕭紅は身代金を受け取り、そのとき老Bは蕭紅を殺してしまう。馬達は牡丹を家に送っていこうとするが、牡丹はバイクを倒して駈け出し、馬達は後を追う。橋にたどりついた牡丹は、蘇州河に飛び込んでしまい、馬達も河に飛び込むが牡丹は見つからない。馬達は逮捕され、刑務所送りになる。何年かして帰ってきた馬達は、再び運び屋となり、牡丹を探す。ある日、馬達は美美に出会う。美美と牡丹はそっくりなのだ。馬達は、美美が牡丹ではないことを信用しない。美美は、馬達が語る牡丹が存在したことを信用しない。
ついに、馬達が牡丹と出会う日が来るのだが……

## キャスト
- ムーダン（牡丹）／メイメイ（美美）：ジョウ・シュン（周迅）
- マー・ダー（馬達）：ジア・ホンシャン（賈宏声）
- ボス：ヤオ・アンリェン（姚安濂）
- シャオ・ホン：ナイ・アン（耐安）

## スタッフ
- 監督：ロウ・イエ（婁燁）
- 製作：ナイ・アン（耐安）
- 脚本：ロウ・イエ（婁燁）
- 撮影：ワン・ユー（王昱）
- 美術：リー・ジュオイー（李卓芸）
- 音楽：ボルグ・レンバーグ